# Mar Sodupe
Mar Sodupe est une actrice espagnole, née le 26 mars 1972 à Las Palmas de Grande Canarie.
Formée par Robert Cordier, elle travaille en France et en Espagne.
Elle travaille également dans le domaine du doublage et ce principalement sous la houlette de Jean-Philippe Puymartin.

## Filmographie

### Cinéma
- 1998 : Shampoo Horns de Manuel Toledano
- 1998 : En plein cœur de Pierre Jolivet : Luisa
- 1999 : Mauvaise Passe de Michel Blanc: Linda
- 2000 : Fais-moi rêver de Jacky Katu : Paloma
- 2000 : Toreros d'Éric Barbier
- 2001 : Électroménager de Sylvain Monod
- 2001 : De l'amour de Jean-François Richet : Linda
- 2003 : L'Âge de raison de Sylvia Calle et Aurette Leroy (court-métrage) : Ana
- 2004 : Inguélézi de François Dupeyron : Angela
- 2004 : Atomik Circus, le retour de James Bataille de Didier Poiraud et Thierry Poiraud : Kitty
- 2005 : Les Mots bleus d'Alain Corneau : Muriel
- 2005 : Je préfère qu'on reste amis... d'Olivier Nakache et Eric Toledano : Julia Márquez
- 2005 : Backstage d'Emmanuelle Bercot : Nanou
- 2005 : Ausentes de Daniel Calparsoro : María
- 2005 : Olé ! de Florence Quentin : Mme Escobar
- 2006 : Quatre étoiles de Christian Vincent : Christina
- 2006 : La Faute à Fidel ! de Julie Gavras : Lola
- 2007 : L'Invité de Laurent Bouhnik : Sophia
- 2007 : Je crois que je l'aime de Pierre Jolivet : Lola
- 2008 : Frisson d'Isidro Ortiz : Julia
- 2008 : Mes amis, mes amours de Lorraine Lévy : Valentine
- 2009 : Hierro de Gabe Ibañez : Tania
- 2011 : Et Dieu tua la femme de Sacha Chelli (court-métrage)
- 2012 : Alyah d'Elie Wajeman : Anaëlle
- 2013 : Petit bonhomme de Victor Rodenbach et Hugo Benamozig (court-métrage) : Patricia
- 2013 : Kalenda Maia de Guillem Gastô (court-métrage) : Macaya
- 2014 : Les Nuits d'été de Mario Fanfani : Suzanne Müller
- 2014 : La Famille Bélier d'Éric Lartigau : Mlle Dos Santos, la professeur d'espagnol
- 2022 : Pétaouchnok d'Édouard Deluc : l'infirmière

### Télévision
- 2001 : Tel épris : Mina
- 2003 : Jusqu'au bout de la route : La femme des baraquements
- 2008 : Fago : Pilar Jiménez (3 épisodes)
- 2009 : Frères de sang : Nicole Lascan
- 2009 : Los misterios de Laura (1 épisode) : Barbie, la voisine du lotissement
- 2010-2012 : Interpol : Gabriela Roman (13 épisodes)
- 2013 : Détectives : Colomba (1 épisode)
- 2016 : Sé quién eres : Silvia Castro
- 2016 : Bajo sospecha : Sophie Leduc
- 2016 : Cannabis de Lucie Borleteau (mini-série) : Inès Torres

### Doublage
Films
- 2019 : Retour à Zombieland : ? ( ? )
- 2020 : Bad Boys for Life : Isabel Aretas (Kate del Castillo)

Films d'animation
- 2018 : Spider-Man: New Generation : Rio Morales, la mère de Miles[1]
- 2023 : Spider-Man : Across the Spider-Verse : Rio Morales, la mère de Miles[1]